# Huitième arrondissement électoral du Nord (Valenciennes) de 1830 à 1831
Le 8e arrondissement électoral du Nord était l'une des 8 circonscriptions législatives françaises que comptait le département du Nord  la première année de la Monarchie de Juillet.

## Description géographique et démographique
Le 8e arrondissement électoral du Nord était situé à la périphérie de l'agglomération valenciennoise. Située entre les arrondissements de Douai et d' Avesnes-sur-Helpe, la circonscription est centrée autour de la ville de Valenciennes. 
Elle regroupait les divisions administratives suivantes : Canton de Valenciennes-Nord ; Canton de Valenciennes-Est ; Canton de Valenciennes-Sud ; Canton de Saint-Amand-les-Eaux-Rive droite ; Canton de Saint-Amand-les-Eaux-Rive gauche ; Canton de Bouchain et le Canton de Condé-sur-l'Escaut.

## Historique des députations
| Législature     | Début de mandat | Fin de mandat | Député élu                     | Parti politique | Observations |
| --------------- | --------------- | ------------- | ------------------------------ | --------------- | ------------ |
| Ire législature | 23 juin 1830    | 31 mai 1831   | Antoine Lefebvre de Vatimesnil | Droite          |              |